# 의순공주 대제
의순공주 대제는 대한민국 경기도 의정부시 민락동 612에 있다. 2015년 9월 24일 의정부시의 향토문화재 제17호로 지정되었다.

## 개요
의순공주(義順公主, 1635~1662)는 효종(孝宗, 1619~1659)의 양녀로 1650년 16세의 나이로 청에 끌려간 조선의 마지막 공녀(貢女)이다. 청의 실권자(도르곤)와 혼인 후에는 도르곤이 반역죄에 몰려 다른 사람에게로 보내졌다. 이후 아버지 금림군의 요청으로 6년만에 고국으로 돌아왔으나 1662년 28세의 나이로 세상을 떠나게 되었다. 조선의 마지막 공녀이자 조선시대 청과의 외교관계 모습을 보여주는 상징적인 인물이라 할 수 있다. 의순공주대제는 기구한 삶을 살다 떠난 의순공주의 넋을 기리는 ‘굿’으로 매년 시민들을 대상으로 공개되며, 의정부시의 역사적 인물인 의순공주를 대상으로 한 행사로써 자리매김하고 있다.

## 같이 보기
- 의순공주